# Gelliodes biformis
Gelliodes biformis är en svampdjursart som beskrevs av Brøndsted 1924. Gelliodes biformis ingår i släktet Gelliodes och familjen Niphatidae. Inga underarter finns listade i Catalogue of Life.